# Canon P
Le Canon P (P pour Populaire) est un appareil photo télémétrique produit par Canon Inc., compatible avec la monture à vis Leica M39 (LTM). Il est apparu sur le marché en mars 1959, et commercialisé comme un appareil plus abordable que le Canon VI L. Une version noire, plus rare, a également été produite. Le Canon P est le prédécesseur du Canon 7. Canon en a vendu environ 100 000 unités.